# Cina Soul
Christie Quincyna Quarcoopome, mieux connue sous le nom de Cina Soul, est une auteure-compositrice-interprète ghanéenne,.

## Biographie
Christie Quincyna Quarcoopome naît et grandit à Jamestown (Ghana) (en). Elle fait partie des Ga de ce pays. 
Cina Soul fait des études à la Deyoungsters International School, puis à la Aburi Girls' Senior High School et à l'université du Ghana.
Elle participe et devient finaliste au Vodafone Ghana Music Icons de 2014 et fait par la suite des covers et mashups de chansons populaires.
En 2016, Cina lance son premier album, Metanoia, en collaboration avec M.anifest (en), Worlasi et KiDi. L'album la fait connaître, notamment grâce aux singles Awo et Julor,. Elle participe à plusieurs événements musicaux par la suite,,,, dont le Vodafone Ghana Music Awards (en) en 2017. Elle produit également son propre concert, Metanoia X.
En 2018, Cina Soul elle lance le single 00:01,, ce qui l'amène à signer avec Universal Music Group,. La même année, elle lance 12:01 sous ce label,.
En août 2019, elle lance Adukwei, une chanson en dialecte Gad réalisée un peu avant le festival Homowo, dédié aux Ga.

## Discographie
| Année | Titre                     | Production      | Album           | Ref    |
| ----- | ------------------------- | --------------- | --------------- | ------ |
| 2016  | Julor                     | Odunsi          | Metanoia (EP)   | ,      |
| 2016  | Lovers' Tiff              | Odunsi          | Metanoia (EP)   | ,      |
| 2016  | Lolonye                   | Odunsi          | Metanoia (EP)   | ,      |
| 2016  | Baddo                     | Odunsi          | Metanoia (EP)   | ,      |
| 2016  | Mama No Like Me           | Odunsi          | Metanoia (EP)   | ,      |
| 2016  | Next To You               | Odunsi          | Metanoia (EP)   | ,      |
| 2016  | Awo                       | Odunsi          | Metanoia (EP)   | ,      |
| 2017  | Fresh Air                 | Keyzuz          | Mother of Heirs | ,      |
| 2017  | Doing The Most            | Alex Wondergem  | Mother of Heirs | ,      |
| 2017  | Dumb                      | EDWVN           | Mother of Heirs | ,      |
| 2017  | Conversations (Interlude) | KMRU            | Mother of Heirs | ,      |
| 2017  | Haystack                  | Colin Shin      | Mother of Heirs | ,      |
| 2017  | Black is The Power        | Alex Wondergem  | Mother of Heirs | ,      |
| 2017  | Humpty Dumpty             |                 | Mother of Heirs | ,      |
| 2017  | Child's Play              | Nii Quaye       | Mother of Heirs | ,      |
| 2018  | 00:01                     | SFC Productions | Single          | [ 24 ] |
| 2018  | 12:01                     | Pheelz          | Single          | [ 25 ] |
| 2018  | Hmmmh                     | BBnz            | Pen & Paper     | [ 26 ] |
| 2019  | Adukwei                   | NiiQuaye        | Single          | [ 27 ] |
| 2019  | Killi Mi                  | NiiQuaye        | Single          | [ 28 ] |

## Vidéographie
| Année | Titre | Réalisation   | Ref |
| ----- | ----- | ------------- | --- |
| 2018  | 00:01 | Andy Madjitey | ,   |
| 2018  | 12:01 | Director K    | ,   |